# Carlos Valenti
Pour les articles homonymes, voir Valenti (homonymie).
Carlos Valenti, né le 15 novembre de 1888 à Paris où il est mort le 30 octobre de 1912, est un peintre français, lié au quartier du Montparnasse.

## Biographie
Né à Paris le 15 novembre 1888, il est le troisième fils du couple issu de l'italien Carlos Valenti et de la française Hélène Perrillat-Bottonet, née au Grand-Bornand, en Haute-Savoie.
Il rejoint le Guatemala avec sa mère et ses deux frères en 1891 où son père travaille dans la ville de Guatemala depuis 1888.
Enfant prodige, son œuvre est remarquée malgré la répression conservatrice de la dictature de Manuel Estrada Cabrera. 
En 1912, il revient à Paris pour poursuivre ses études à l'Académie Vitti, avec les maîtres Kees van Dongen et Hermenegildo Anglada Camarasa.
Il fait partie du groupe d'artistes (Carlos Mérida, Rafael Rodríguez Padilla, Rafael Yela Günther, Rafael Arévalo Martínez, Carlos Wyld Ospina et les frères De la Riva), qui travaillent avec Jaume Sabartés, l'artiste catalan venu au Guatemala depuis Barcelone, qui partage une étroite amitié avec Pablo Picasso.
Cependant, sa capacité visuelle est très diminuée par la maladie du diabète.

## Postérité
- Carlos Valenti est considéré aujourd'hui comme l'un des grands artistes de l'art guatémaltèque du XXe siècle.
- Mort en novembre 1912 à Paris, il est inhumé au cimetière du Montparnasse[7].